# Style sévère (URSS)
Ne doit pas être confondu avec le « style sévère » dans la sculpture grecque classique.

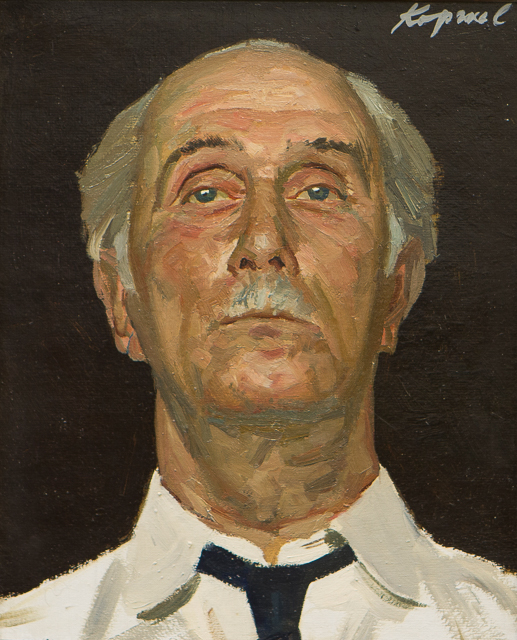
Portrait réalisé par Geli Korjev, l'un des représentants du style sévère.

Le style sévère est un courant pictural du tournant des années 1950 et 1960, propre à l'art soviétique ; il s'inscrit dans les principes esthétiques et politiques du réalisme socialiste. 
Le style sévère apparaît après la mort de Staline en 1953, dans un contexte de plus grande liberté dans le traitement des œuvres. Les représentations du peuple soviétique deviennent moins idéalisées, plus brutes. Il ne durera guère longtemps, puisque la doctrine de l'art officiel au cours des années 1960 limite alors la portée de ce courant.
Parmi les représentants du style sévère se trouvent Gueorgui Nisski, Piotr Ossovski, Dmitry Zhilinsky, Viktor Popkov (ru) ou encore Geli Korjev,.